# Hầu tước xứ Winchester

Huy hiệu của Hầu tước xứ Winchester

Hầu tước Winchester (tiếng Anh: Marquess of Winchester) là tước vị thuộc Đẳng cấp quý tộc Anh, được tạo ra vào năm 1551, và trao cho chính khách nổi tiếng William Paulet, Bá tước thứ nhất của Wilshire. Đây là danh hiệu hầu tước cuối cùng của Đẳng cấp quý tộc Anh còn tồn tại. Người nắm giữ tước hiệu hiện tại là Nigel Paulet, Nữ Hầu tước thứ 18 của Winchester (sinh năm 1941), con trai của bà sử dụng tước hiệu phụ là Bá tước xứ Wiltshire.

## Lịch sử

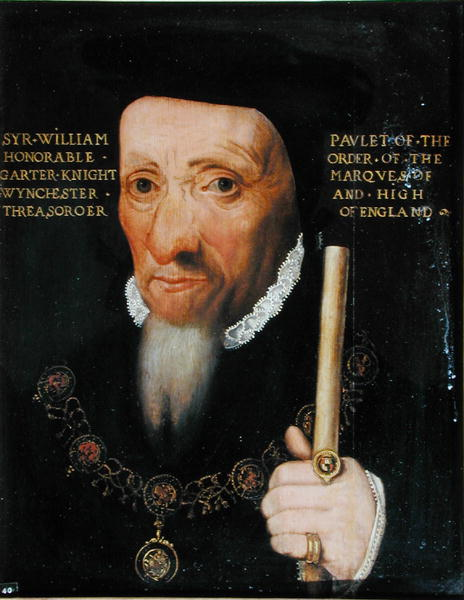
William Paulet, Hầu tước thứ nhất của Winchester, và Ngân khố Đại thần của Anh

Tước hiệu được tạo ra vào năm 1551, dành trao cho một chính khách lỗi lạc là William Paulet, Bá tước thứ nhất của Wiltshire. Ông đã được trao trước hiệu Nam tước xứ St John vào năm 1539 và Bá tước xứ Wiltshire vào năm 1550, đều thuộc Đẳng cấp quý tộc Anh. Hầu tước đầu tiên là một trong những chính khách được chú ý nhất trong thời đại của ông, phục vụ ở các vị trí cao dưới thời Vua Henry VIII, và từng là Ngân khố đại thần của Anh từ năm 1550 đến 1572. Ông được kế vị bởi con trai của mình, Hầu tước thứ hai, người đã được triệu tập vào Viện quý tộc. Con trai của ông, vị hầu tước thứ ba, được triệu tập đến Viện quý tộc vào năm 1572. Cháu trai của ông, vị hầu tước thứ năm, đại diện cho St Ives trong Hạ viện. Trong Nội chiến, ông là người ủng hộ mạnh mẽ Vua Charles I và được biết đến với biệt danh "Hầu tước trung thành".
Gia đình của hầu tước sống tại Basing House đã bị đốt cháy bởi các Nghị sĩ trong cuộc xung đột. Trong thời kỳ này, tước hiệu phụ dành cho người thừa kế rõ ràng của các hầu tước Winchester là Nam tước xứ St John; Bá tước xứ Wiltshire dường như không được sử dụng, có lẽ vì tước hiệu đó đã bị bãi bỏ sau khi gia tộc được nâng lên hầu tước.  Một lời giải thích khác có thể là sự bối rối bắt nguồn từ việc con trai ông Charles kết hôn với Mary Scrope, người có cha là Lãnh chúa thứ 11 của Bolton và Bá tước thứ nhất của Sunderland, là người thừa kế trực tiếp của Bá tước Wiltshire ban đầu, bị Henry IV chặt đầu vào năm 1399. Danh hiệu "Bá tước Wiltshire" ban đầu được giữ nguyên kể từ đó.
Ông được kế vị bởi con trai của mình, vị hầu tước thứ sáu, và ông này là người ủng hộ Vua William III và Nữ hoàng Mary II và để khen thưởng vì sự trung thành sau Cách mạng Vinh quang ông được trao thêm tước vị Công tước xứ Bolton. Ông được kế vị bởi con trai của mình, công tước thứ hai, là người thừa kế rõ ràng danh hiệu hầu tước vào năm 1675, là người đầu tiên nhận tước hiệu phụ Bá tước Wiltshire. Vị Công tước thứ hai là một chính trị gia, "Thị vệ đại thần" của hoàng gia và Lord Lieutenant của Ireland. Khi ông qua đời, các tước vị được chuyển cho con trai ông, công tước thứ ba, người cũng là một chính trị gia. Người này là thành viên của Đảng Whig trong Quốc hội và từng là Lord Lieutenant của một số địa hạt hoàng gia. Năm 1717, ông được triệu tập đến Viện quý tộc thông qua tước hiệu Nam tước xứ St John (của Basing). Tuy nhiên, ông bị triệu tập nhầm thành Lãnh chúa Pawlett của Basing và điều này đã vô tình tạo ra một Nam tước mới.
Tuy nhiên, Nam tước của Pawlett xứ Basing đã tuyệt tự dòng nam vì ông không có con nối dõi hợp pháp, trong khi được người em trai, công tước thứ tư, kế vị các tước hiệu khác. Ông đặc biệt từng phục vụ với tư cách là Hải quân Đại thần và là Lord Lieutenant của Hampshire và Glamorganshire. Con trai cả của ông, công tước thứ năm, là thành viên của Quốc hội và là Lord Lieutenant của Hampshire. Ông được kế vị bởi người em trai của mình, công tước thứ sáu. Người này là Admiral of the White của Hải quân Anh. Công tước thứ sáu không có con trai và khi ông qua đời vào năm 1794, tước vị này đã bị thu hồi. Hầu hết tài sản của gia đình được chuyển cho cháu gái của ông là Jean Mary Browne-Powlett, con gái ngoài giá thú của công tước thứ năm. Bà là vợ của Thomas Orde, người lấy họ bổ sung của Powlett và được trao tước vị Nam tước xứ Bolton vào năm 1797.